# Light Phaser

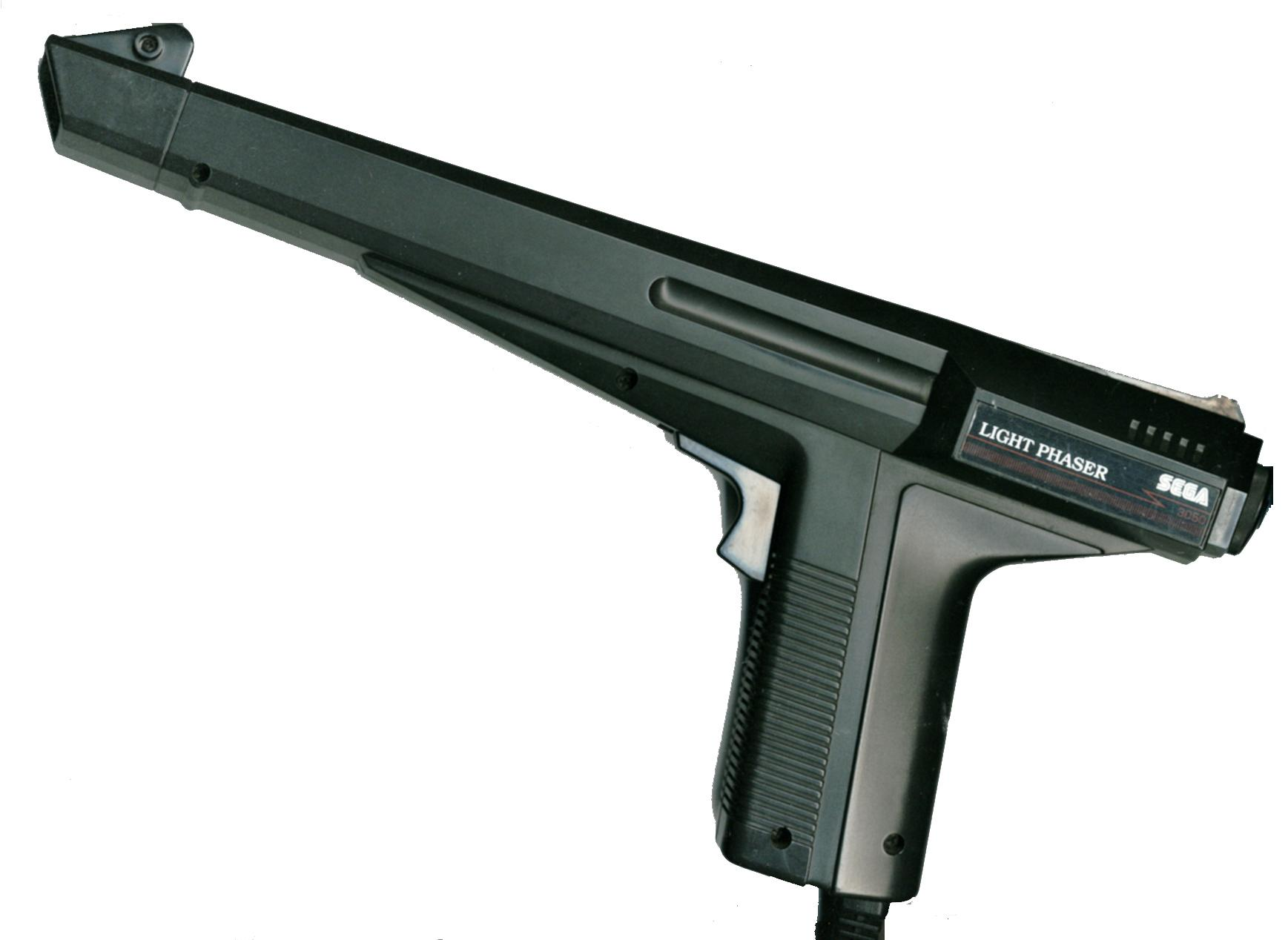
A Sega Light Phaser

Light Phaser é uma pistola de luz criada para o console Sega Master System.

## Origem
No início dos anos 1980, a Sega criou uma pistola de brinquedo que disparava raios infravermelhos, para ser usada em um jogo parecido com o paintball. Consistia em mirar em um alvo triangular carregado pelo adversário; ao atingi-lo, o alvo disparava luzes e um alarme sonoro, indicando que o adversário havia sido eliminado do jogo. Esse sistema era chamado de lasertag e se assemelhava muito ao Q-SAR, criado pelo australiano Geoff Haselhurst e pela Omnitronics. A Sega batizou seu brinquedo de Zillion, por soar uma palavra futurista; significa, literalmente, "zilhão", ou seja, um número incontável. O brinquedo de lasertag Zillion teve muita popularidade no Japão, o que estimulou a Sega a investir em um anime que servisse de publicidade para seu produto, especialmente porque os planos eram vendê-lo em outros países. Criou-se, então, o anime Zillion.
O sucesso da série foi tão grande que inspirou o design da Light Phaser, que tinha o mesmo desenho da primeira versão das pistolas usadas pelos protagonistas do desenho animado. Desse modo, Zillion foi o primeiro anime a inspirar um acessório de videogame. Além disso, dois jogos para esse console foram derivados do anime: Zillion e Zillion 2: the Tri-Formation. Curiosamente, ambos os jogos não eram compatíveis com a Light Phaser.
Em determinada altura do anime, as pistolas foram redesenhadas e passaram a ter visual distinto da Light Phaser. A pistola zillion do jogo de lasertag, por sua vez, acompanhou a mudança de visual do anime.

## Comparações
Tinha uma qualidade superior à da pistola Zapper do NES. Em comparação à pistola da Nintendo, a Light Phaser era mais pesada e tinha um gatilho com uma boa resposta e uma mira mais precisa.

## Realismo
Ao contrário de similares, a Light Phaser tem visual muito realista, tanto que a Sega foi pressionada para alterar o produto para que não fosse confundido com uma arma de verdade. Light Phasers alteradas podem ser distinguidas pela ponta laranja pintada à mão e são mais raras que as pistolas monocromáticas. No Brasil, a Tec Toy lançou uma versão da Light Phaser na cor azul.
Em 2009, Bejamiro Emídio de Jesus manteve quatro reféns por cerca de dez horas em Samambaia, no Distrito Federal. Suspeita-se que uma das armas usadas durante o crime tenha sido uma Light Phaser.